# Sean Scannell
Sean Scannell (Croydon, Inglaterra, 17 de septiembre de 1990) es un futbolista irlandés. Juega de delantero y su actual equipo es el Hornchurch F. C. de la Isthmian League de Inglaterra. 

## Selección nacional
Ha sido internacional con la selección de fútbol sub-21 de Irlanda.

## Clubes
| Club                         | País       | Año       |
| ---------------------------- | ---------- | --------- |
| Crystal Palace F. C.         | Inglaterra | 2007-2012 |
| Huddersfield Town A. F. C.   | Inglaterra | 2012-2018 |
| Burton Albion F. C. (cedido) | Inglaterra | 2017-2018 |
| Bradford City A. F. C.       | Inglaterra | 2018-2019 |
| Blackpool F. C.              | Inglaterra | 2019-2020 |
| Grimsby Town F. C.           | Inglaterra | 2020-2023 |
| Hornchurch F. C.             | Inglaterra | 2023-     |